# A6 Golfklubb
A6 Golfklubb är en golfklubb i Jönköping som ingår i samarbetet Golfköping.

## Banan
Nära köpcentret Asecs finns klubbens bana med 27 hål. De är uppdelade i tre 9-hålslingor som kombineras till en 18-hålslinga och en 9-hålslinga. De olika slingorna heter Röd, Blå och Gul och har i stort sett samma karaktär. Gul slinga hade inför 2006 års säsong nya greener.

## Historik
Klubbhuset och banan belägen på mark som tillhörde det före detta Smålands artilleriregemente (A 6).

## Juniorverksamhet
A6 GK har idag ca 1700 medlemmar och många av dessa är juniorer som är aktiva inom träningsverksamheten. Satsningen på träningsverksamheten är stor och A6 GK är en klubb som satsar på sina juniorer. Många av juniorerna deltar i olika tävlingar så som Skandia Tour och JMI.